# Soleichthys dori
Soleichthys dori (лат.) — вид лучепёрых рыб из семейства солеевых (Soleidae). Видовое название дано в честь Менахеема Дора, в знак признания его заслуг в исследовании ихтиофауны Красного моря. 

## Описание
Максимальная длина тела составляет 10,6 см. От других видов рода отличается более равномерным цветовым рисунком с тёмными полосами и длиной рыла, большей, чем диаметр глаза. Тело зелёно-жёлтого цвета с узкими полосами.
Обычно предпочитает лежать на дне, закапываясь в песок, хотя иногда и плавает. Питается мелкими беспозвоночными и ракообразными.
Soleichthys dori обитает в тропических водах на глубине до 10 м. Распространён в Красном море: от залива Акаба до акватории архипелага Дахлак.